# Ethisch intuïtionisme
Ethisch intuïtionisme is het meta-ethische standpunt dat er objectieve, niet-naturalistische waarden zijn die intuïtief kunnen worden waargenomen en begrepen. In tegenstelling tot wat het emotivisme stelt, kunnen zij een objectief karakter hebben en sui generis zijn, dus geen gevolgtrekkingen uit natuurlijke feiten – zoals wel wordt gesteld door het ethisch naturalisme.
Intuïtionisme wordt wel gezien als tegenhanger van het utilitarisme, maar Henry Sidgwick zag juist vooral overeenkomsten. John Rawls zocht met zijn A Theory of Justice een alternatief voor zowel het intuïtionisme als het utilitarisme als basis voor rechtvaardigheid.